# Carlos Eduardo Ventura
Carlos Eduardo Ventura (nacido el 15 de marzo de 1974) es un exfutbolista brasileño que se desempeñaba como delantero.
Jugó para clubes como el Corinthians Alagoano, Benfica, Kashiwa Reysol, Rio Ave, Oporto, Alverca, Boavista, Internacional, Luziânia y Sliema Wanderers.

## Trayectoria

### Clubes
| Club                 | País     | Año         |
| -------------------- | -------- | ----------- |
| Corinthians Alagoano | Brasil   | 1997        |
| Benfica              | Portugal | 1997 - 1998 |
| Kashiwa Reysol       | Japón    | 1998        |
| Rio Ave              | Portugal | 1999        |
| Oporto               | Portugal | 1999        |
| Alverca              | Portugal | 2000        |
| Boavista             | Portugal | 2000 - 2004 |
| Internacional        | Brasil   | 2005        |
| Corinthians Alagoano | Brasil   | 2005 - 2006 |
| Luziânia             | Brasil   | 2007        |
| Sliema Wanderers     | Malta    | 2008        |